# Fuyuko Matsui
Fuyuko Matsui (松井冬子, Matsui Fuyoko), née le 20 janvier 1974 à Morimachi, est une artiste japonaise de peinture nihonga avec un élément de « grotesque » ou surnaturel. 
Son art est largement exposé au Japon où elle est présente à la télévision et dans les magazines. 

## Biographie
Fuyuko Matsui était l'un des artistes en vedette à l'exposition « annuel 2006 » au musée d'art contemporain de Tokyo et au musée de Yokohama « Nihonga la peinture : Six artistes provocateurs » en août 2006. Elle se consacre ensuite à l'obtention d'un diplôme à l'Université des arts de Tokyo.
De fin 2011 à début 2012, une première grande rétrospective lui est consacrée dans un grand musée public. Intitulée « Devenir amis avec tous les enfants du monde », l'exposition qui s'est tenue au musée d'art de Yokohama comprend des pièces de l'ensemble de sa carrière ainsi que de nouvelles œuvres.
En dépit de ses aspects souvent choquants, son art fait partie de la tradition de l'art japonais remontant à des siècles. Par exemple, son tableau « Femme folle sous le cerisier » (2006) est inspiré par « l'Ogresse sous le saule », peinture de Soga Shohhaku (1730-1781), l'iconoclaste peintre de l'époque d'Edo, lui-même influencé par l'art du peintre Soga Jasoku (d. 1483) de l'époque de Muromachi. 
Une partie de son intérêt pour le passé vient de son éducation. Elle a grandi à Mori, préfecture de Shizuoka, dans une maison qui appartient à sa famille depuis 14 générations.
Lorsque le Japon est frappé par le séisme de 2011 de la côte Pacifique du Tōhoku en mars 2011, Matsui se trouve dans son studio et travaille sur une peinture. 
« Lorsque le séisme a frappé, j'étais dans mon studio et le panneau est tombé et m'a frappé, rapporte-t-elle à la chaîne CNN. Je me suis vite enfuie à l'extérieur, mais j'ai été tellement choquée par ce qui s'est passé dans la région de Tōhoku que je n'ai pas pu peindre pendant deux mois. Mon esprit était désemparé. J'ai interrompu ma préparation pour l'exposition de  Yokohama. »

## Source de la traduction
- (en) Cet article est partiellement ou en totalité issu de l’article de Wikipédia en anglais intitulé « Fuyuko Matsui » (voir la liste des auteurs).